# ZbMATH

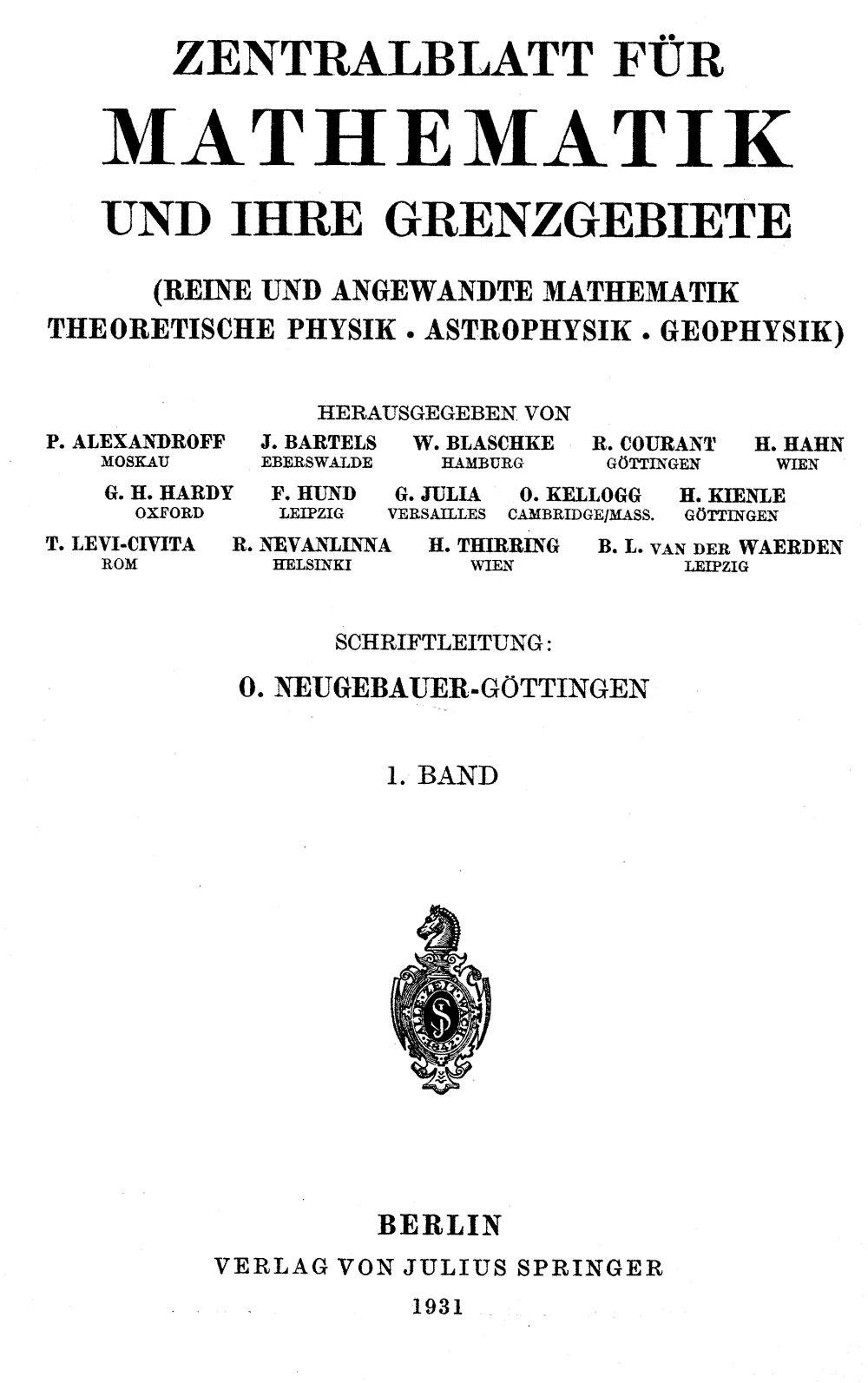

zbMATH, früher Zentralblatt für Mathematik und ihre Grenzgebiete oder Zentralblatt MATH, ist ein Referateorgan auf dem Gebiet der Mathematik.
Das Zentralblatt für Mathematik und ihre Grenzgebiete wurde 1931 von Otto Neugebauer gegründet, wo es in Konkurrenz zum seit 1868 bestehenden Jahrbuch über die Fortschritte der Mathematik stand, das oft mit großer zeitlicher Verzögerung erschien. In zbMATH werden vorwiegend Originalarbeiten aus mehr als 2300 mathematischen Zeitschriften, daneben aber auch Bücher, Konferenzberichte usw. aus der reinen und angewandten Mathematik sowie angrenzender Gebiete wie Informatik und theoretischer Physik in vielen Sprachen referiert.
Das Ziel der Referate ist es, dem Leser einen Überblick über die aktuelle mathematische Literatur zu verschaffen, ohne dass er selbst sämtliche Zeitschriften lesen muss. Die einzelnen Referate werden von der Redaktion oder von unabhängigen Wissenschaftlern erstellt, gelegentlich wird auch der Abstract einer Originalarbeit abgedruckt oder ein Titel ohne Referat aufgeführt. Die Referate erscheinen heute meist auf Englisch, selten auch auf Deutsch oder Französisch. Zur Klassifizierung der Arbeiten wird die Mathematics Subject Classification verwendet.
zbMATH wird von der European Mathematical Society, dem Fachinformationszentrum Karlsruhe und der Heidelberger Akademie der Wissenschaften herausgegeben und von Springer Science+Business Media vertrieben. Ursprünglich war es nur in Papierform erhältlich, seit 1996 ist der Dienst in elektronischer Form über das Internet verfügbar – zunächst als kostenpflichtiger Dienst, seit 2021 Open Access.
Andere mathematische Referateorgane sind die Mathematical Reviews und im russischen Sprachraum das Referatiwnij Zhurnal Matematika. Mathematical Reviews wurde von Otto Neugebauer 1940 nach seiner Emigration in die USA gegründet.
2016 bis 2023 war Klaus Hulek Herausgeber, seit 1. Januar 2024 hat Christian Bär das Amt übernommen. Stellvertretender Herausgeber ist Dirk Werner.

## Geschichte
Neugebauer leitete das Zentralblatt in den 1930er Jahren von Göttingen aus, während das Redaktionsbüro in Berlin beim Verleger Julius Springer war. Die Initiative ging von Neugebauer, Richard Courant und Harald Bohr und dem Verleger Ferdinand Springer junior aus, und das Zentralblatt sollte schneller und damit aktueller publizieren als das Jahrbuch und auf breiter internationaler Basis. Zum ersten Herausgebergremium gehörten Richard Courant, Pawel Alexandrow, Julius Bartels, Wilhelm Blaschke, Hans Hahn, Godfrey Harold Hardy, Friedrich Hund, Gaston Julia, Oliver Kellogg, Hans Kienle, Tullio Levi-Civita, Rolf Nevanlinna, Hans Thirring und Bartel Leendert van der Waerden. Nachdem jüdische Mitarbeiter nach der Machtübernahme der Nationalsozialisten hinausgedrängt worden waren, gab Neugebauer die Herausgeberschaft auf (wie auch viele andere Mitarbeiter wie Courant, Oswald Veblen, Harald Bohr, Godfrey H. Hardy) und emigrierte 1934. Die Redaktion des Zentralblatts gab in den 1930er Jahren auch die Ergebnisse der Mathematik und ihrer Grenzgebiete bei Springer heraus.
1939 übernahm die Preußische Akademie der Wissenschaften und die Deutsche Mathematiker-Vereinigung die Herausgeberschaft und Herausgeber sowohl von Zentralblatt als auch von Jahrbuch wurde Harald Geppert unter Ludwig Bieberbach. Die Redaktionen blieben aber getrennt. Das Jahrbuch bestand bis 1944 (der letzte in diesem Jahr erschienene Band umfasste das Jahr 1942), und das Zentralblatt stellte ebenfalls nach dem Krieg zunächst sein Erscheinen ein. 1947 wurde durch Zusammenarbeit von Springer und der 1946 in Ostberlin gegründeten Deutschen Akademie der Wissenschaften die Veröffentlichung unter dem Herausgeber Hermann Ludwig Schmid wieder aufgenommen. Als Schmid 1953 nach Würzburg ging, übernahm Erika Pannwitz die Herausgabe, die seit 1937 für das Jahrbuch und seit 1947 für das Zentralblatt gearbeitet hatte. Beim Bau der Mauer blieb das Herausgeberbüro in Adlershof in Ostberlin, während der Verlag und die Herausgeberin Pannwitz und andere Mitarbeiter von Westberlin aus operierten, wo schließlich im Springer-Verlagshaus ein zweites Büro entstand. 1965 trat die Heidelberger Akademie der Wissenschaften in die Herausgabe ein. 1969 wurde Ulrich Güntzer der Nachfolger von Pannwitz im Westen (im Osten leitete Walter Romberg das Büro). Unter Güntzer und dessen Nachfolger Bernd Wegner (ab 1974) wurde der Einsatz von Computern bei der Herausgabe ausgebaut.
1977 wurde die Zusammenarbeit von Seiten der DDR beendet und im Westen wurde das Berliner Büro dem 1979 gegründeten Fachinformationszentrum Energie, Physik, Mathematik in Karlsruhe (Fachinformationszentrum Karlsruhe) angegliedert. Nach der Wende 1990 kam es auch wieder zur Mitarbeit von Kollegen aus der ehemaligen DDR. Ab 1999 wurde die Europäische Mathematikervereinigung in die Herausgabe eingebunden. 1990 erschien eine CD-Rom Ausgabe (CompactMath) und 1996 entstand ein Internet-Zugang (MATH und später zbMath). In die Datenbasis wurden auch die Inhalte des seit 1826 bestehenden Crelle-Journals und des Jahrbuchs eingepflegt.

## zbMath Open
Bereits 2014 hatte die International Mathematical Union die Vision einer Global Digital Mathematics Library formuliert. Die Idee war eine kohärente und nachhaltige, offene Plattform, in der alle mathematikrelevanten Informationen und Daten zusammengeführt, umfassend erschlossen und unter einer einheitlichen Oberfläche entgeltfrei genutzt werden können. Im Jahr 2019 wurde darüber informiert, dass die Bundesregierung der Bundesrepublik Deutschland und ihre Bundesländer das  FIZ Karlsruhe – Leibniz-Institut für Informationsinfrastruktur, bei einem strategischen Paradigmenwechsel unterstützen. Es wurde beschlossen, dass der weltweit  renommierte und bislang entgeltpflichtige Informationsservice für die Mathematik, das zbMATH (Zentralblatt für Mathematik), in eine Open-Access-Plattform umgewandelt werden soll. So entstand ein bislang einmaliges Forschungswerkzeug, das ab 2021 für die Mathematische Community weltweit frei zugänglich ist. zbMATH ist ein Informationsservice für Mathematiker aus Forschung und Lehre mit vernetzten Informationen zu mathematischen Themen,  den Autoren und  ihren Publikationen mit den Referenzen. Er weist mathematische Publikationen seit dem Jahr 1868 in detaillierter Form nach und bietet Zugang zu mehr als 3,7 Millionen bibliografischen Referenzen aus der weltweiten Fachliteratur sowie zu mathematischer Software. Ein Alleinstellungsmerkmal ist die mathematische Formelsuche. Zusammengefasst und bewertet durch ein internationales Netzwerk von mehr als 7.000 Wissenschaftlern, wird die wissenschaftliche Qualität der Artikel öffentlich transparent.